# عرب وطرزان ناصر
عرب وطرزان ناصر هما اسمان فنّيان للتوأم محمد وأحمد أبو ناصر وهما مخرجا أفلام فلسطينيان، حققا شهرة كبيرة بفوزهم بجائزة مهرجان كان 2025 لأفضل إخراج. وذلك عن فيلمهما "كان ياما كان غزة"، وهو الفيلم الروائي الطويل الثالث لهما.

## الحياة والمسيرة المهنية
وُلدا في قطاع غزة عام 1988، ودرسا الفن، لكنهما توجها نحو شغفهم في السينما، ومن دون حصولهما على تدريب في هذا المجال. أخرجا عددًا من الأفلام القصيرة في بداية حياتهما المهنية، حيث عُرض فيلمهما "كوندوم ليد" في مهرجان كان السينمائي عام 2013 كأول فيلم من تأليف فلسطينيين من غزة يُقبل في المهرجان. وقد انتقلا إلى عمّان في وقت مبكر من حياتهما المهنية بسبب حصار قطاع غزة.
عُرض فيلمهما الطويل الأول "ديغراديه" لأول مرة في مهرجان كان السينمائي 2015.
لاحقًا عُرض فيلم "غزة مونامور" لأول مرة في مهرجان البندقية السينمائي لعام 2020. ثم عُرض لاحقًا في مهرجان تورنتو السينمائي الدولي لعام 2020، حيث تم اختياره للفوز بجائزة NETPAC لأفضل فيلم آسيوي في المهرجان. كما وضع الفيلم ليكون المشاركة الفلسطينية المختارة لأفضل فيلم روائي دولي في حفل توزيع جوائز الأوسكار 93، لكن لم يُرشح.

### الفوز بمهرجان كان
للمرة الثانية تواجد الثنائي الفلسطيني في مهرجان كان السينمائي في نسخنه 78، حيثُ فاز فيلمهما "كان ياما كان غزة" بأفضل إخراج في قسم نظرة ما. ورحب جمهور كان بالعرض السينمائي وقوبل بعد العرض بتصفيق استمر لمدة 6 دقائق. وبعد تتويجهما بالجائزة قال عرب ناصر:«إننا نفخر بهذه الجائزة المرموقة وسط الحصار والإبادة المستمرة اللذين تتعرض لهما غزة، هذا الفيلم يمثل اليوم أكثر من أي وقت مضى ماضياً حيث لم يعد هناك شيء في غزة تم تدمير الأرض والأشجار والرجال والنساء والأطفال.»

## قائمة الأفلام
- ديغاراديه (2015)
- غزة مونامور (2020)
- كان ياما كان غزة (2025)